# Du monde entier au cœur du monde
Du monde entier au cœur du monde est un recueil de poèmes de Blaise Cendrars publié en 1958 aux éditions Denoël. Il comprend l'ensemble des poèmes écrits par Cendrars durant sa vie, dont la plupart ont été composés entre 1912 et 1924, l'auteur ayant ensuite poursuivi une carrière de romancier.

## Contexte

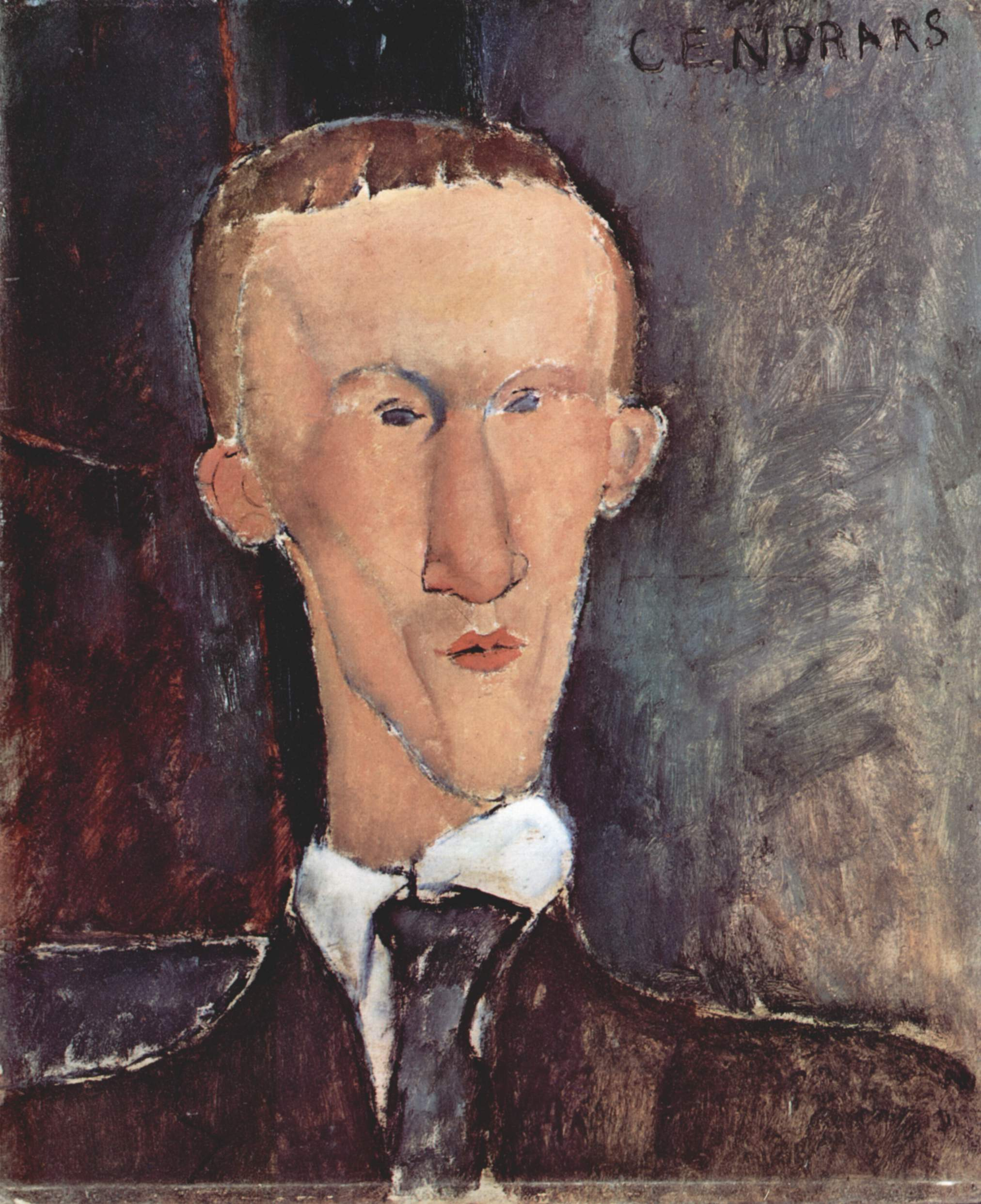
Portrait de Blaise Cendrars par Modigliani (1917).

A la veille de la Grande Guerre, Blaise Cendrars est proche des avant-gardes parisiennes, dominées en peinture par les figures de Pablo Picasso et Georges Braque, en poésie par Guillaume Apollinaire et Max Jacob. Le poète suisse est également ami avec les jeunes peintres Marc Chagall et Robert Delaunay, ainsi qu'avec le jeune Pierre Reverdy. Ces amis sont régulièrement cités dans ses poèmes.
Engagé dans la guerre, il fait néanmoins l'éloge de Guillaume Apollinaire qu'il apprécie particulièrement dans ses œuvres. Il se tient éloigné du mouvement dada puis du surréalisme.

## Composition
Quand il commence à travailler sur ce recueil de poésies complètes, Cendrars n'a plus rien publié depuis vingt ans et ses Feuilles de route (1924). Le projet de recueil est initié par Robert Denoël en 1943, chez qui Cendrars la publiera, alors même qu'il était publié chez Grasset depuis L'Or en 1925. Le poète Jacques-Henry Lévesque est chargé de faire la préface et de réunir les textes. En effet, la plupart des poèmes de Cendrars ont paru dans des revues confidentielles ou des éditions luxueuses désormais épuisées ; la poésie de Cendrars est alors presque entièrement oubliée : il est connu comme romancier et comme journaliste.
Le titre du recueil fait référence aux deux textes qui encadrent le recueil : Du Monde entier au début (premier recueil publié par Cendrars) et Au Cœur du monde (sous-titré « fragment retrouvé » à la fin. L'ensemble des textes est présenté chronologiquement, excepté Au Cœur du monde), rejeté artificiellement en fin de recueil, pour montrer un itinéraire poétique et spirituel.

## Analyse
Cendrars y fait la description de son voyage en bateau, des hommes et des femmes qu'il a rencontrés, des nombreux paysages. S'ensuit une description des lieux de Paris qui lui sont chers et enfin ses premiers instants de vie. Cela reflète les nombreux voyages de Blaise Cendrars (Suisse, Russie, New York, France et Angleterre). Certains voyages sont cependant imaginaires, et il ne faut pas « confondre l'épopée du héros lyrique avec une autobiographie du poète-vagabond ».
La première section, Du Monde entier, est composée des trois longs poèmes Les Pâques à New York, La Prose du Transsibérien et de la petite Jehanne de France et Le Panama. Claude Leroy les appelle « poèmes d'apprentissage -au sens où l'on parle de romans d'apprentissages ». Ces trois poèmes suivent un processus d'élargissement de perspective : après une nuit d'errance à New York, on passe à un train fou en Sibérie puis à un « inventaire cumulatif du globe ». Ce sont les poèmes les plus connus de Cendrars.
Avec Documentaires et Feuilles de route, on passe selon Marie-Claude Berranger à un affrontement avec le prosaïsme, « le vers mat ». La poésie explore ses confins à travers une grande nudité et l'effacement du poète derrière les choses. Selon la même critique, cet effacement de la poésie amène logiquement le poète à abandonner la poésie au profit des récits poétiques que seront ses romans.

## Éditions
Édition de référence
- Blaise Cendrars, Du Monde entier au cœur du monde, Paris, Gallimard, coll. Poésie Gallimard, édition établie par Claude Leroy, 2006. .

Autres éditions des poésies de Cendrars
- Blaise Cendrars, Inédits secrets, Paris, Club Français du Livre, 1971
- Blaise Cendrars, 19 poèmes élastiques, Méridiens/Klincksieck, édition établie par Jean-Pierre Goldenstein, 1986.